# Zachłyśnięcie
Zachłyśnięcie lub aspiracja – (łac. aspiratio) - określa się w medycynie zjawisko wniknięcia materiału (zawartości) z przewodu pokarmowego do dróg oddechowych (krtań, tchawica, oskrzele) w czasie wdechu z powodu braku odruchu kaszlowego u chorego nieprzytomnego, czy z zaburzeniami świadomości. Czasami zdarza się to także podczas przełykania.
Wysokie ryzyko aspiracji występuje w okresie okołooperacyjnym. Zachłyśnięcie treścią żołądkową może być przyczyną ciężkiego zapalenia płuc. Szczególnym przypadkiem jest zadławienie, najczęściej spotykane wśród dzieci i niemowląt, w którym ciałem obcym jest jakiś stały przedmiot lub kęs pokarmu.

## Historia
Pierwszą hipotezę o śmierci na skutek zachłyśnięcia własną wydzieliną w czasie operacji wysunął James Simpson w połowie XIX wieku. Szczegółowe przypadki aspiracji treści żołądkowej opisał w 1946 roku Curtis Mendelson. Dotyczyły one pacjentek poddanych znieczuleniu ogólnemu podczas porodu naturalnego, jak również serii badań na zwierzętach i ich reakcji fizjologicznych na zachłyśnięcie różnymi substancjami. Zjawisko chemicznego zapalenia płuc zostało nazwane od nazwiska odkrywcy zespołem Mendelsona.

## Przyczyny i ryzyka
Znaczne osłabienie lub brak odruchów obronnych w okolicy gardła i krtani na skutek znieczulenia do zabiegu operacyjnego. Innymi czynnikami ryzyka są:
- bardzo młody wiek[1]
- bardzo podeszły wiek[1]
- leczenie doraźne[1]
- typ zabiegu[1], zabiegi nagłe[5]
- zbyt krótki czas między ostatnim posiłkiem a zabiegiem operacyjnym[1]
- opóźnione opróżnianie się żołądka[1]
- stan po urazie[1]
- ciąża[1][5]
- otyłość[1][5]
- cukrzyca[5]
- choroby przełyku[1], choroba refluksowa przełyku[4], przepuklina rozworu przełykowego[5], dysfagia[4]
- ucisk na żołądek podczas resuscytacji[6]
- zaburzenia świadomości (np. sedacja lub znieczulenie, zatrucie alkoholowe, przedawkowanie leków, przedawkowanie narkotyków)[4]
- upośledzenie odruchów obronnych (np. porażenie fałdów głosowych, intubacja dotchawicza)[4]
- choroby neurologiczne (np. udar mózgu, stwardnienie rozsiane, choroba Parkinsona, otępienie)[4]
- zmiany w górnym odcinku dróg oddechowych i przewodu pokarmowego (np. nowotwory, przebyty zabieg chirurgiczny, zaburzenia motoryki, przetoka tchawiczo-przełykowa)[4]
- nawracające wymioty[4]

W przypadku donoszonych lub przenoszonych noworodków istnieje ryzyko aspiracji smółki z powodu przedwczesnych odruchów oddechowych na skutek wewnątrzmacicznego niedotlenienia/kwasicy.
Wśród dzieci częstymi wypadkami są zadławienia obcymi przedmiotami. Wśród niemowląt naturalnym odruchem jest wkładanie wszystkiego do ust, więc zagrożenie stanowi dostęp do zabawek lub przedmiotów nieodpowiednich dla wieku dziecka. Najczęściej aspirowanymi przedmiotami u małych dzieci są: orzeszki ziemne, cukierki i małe zabawki lub ich części. U dzieci starszych winny jest temperament, gdyż chcą wszystko robić w tym samym czasie tj. jeść, bawić się i oddychać.

## Prewencja
- stosowanie znieczulenia regionalnego zamiast ogólnego[11]
- przestrzeganie właściwego czasu głodówki przed operacją[1]
- stosowanie leków zmniejszających kwaśność soków żołądkowych[1][12][13]
- odkwaszanie i opróżnianie żołądka przed znieczuleniem ogólnym[2]
- rękoczyn Sellicka[14], ucisk na chrząstkę pierścieniowatą[15]
- pozycja boczna ustalona (zmniejsza ryzyko aspiracji treści żołądkowej)[3]
- opieka nad pacjentem do czasu odzyskania odruchów obronnych[2]
- unikanie dostępu do zabawek lub przedmiotów nieodpowiednich dla wieku dziecka[9]
- unikanie leków w tabletkach dla dzieci poniżej 3 roku życia[9]
- odpowiednie przygotowywanie posiłków dla dzieci[9]

## Objawy
- gorączka[16]
- tachykardia[16][17]
- kaszel[16][17]
- świst oddechowy[16][17][7]
- sinica[16][7]
- zapalenie płuc[17]
- choroby płuc po operacji[17]
- rzężenia osłuchowe[16][7]

## Choroby układu oddechowego związane z aspiracją
Choroby związane z drogami oddechowymi:
- dysfunkcja fałdów oddechowych
- niedrożność mechaniczna dróg oddechowych
- rozstrzenie oskrzeli
- skurcz oskrzeli prowadzący np. do zaostrzenia astmy
- rozlane zachłystowe zapalenie oskrzelików
- zespół zarostowego zapalenia oskrzelików

Choroby dotyczące miąższu płuc:
- zachłystowe chemiczne zapalenie płuc
- zachłystowe zapalenie płuc
- egzogenne tłuszczowe zapalenie płuc
- choroby śródmiąższowe płuc (zwł. idiopatyczne włóknienie płuc[18])